# Crossfade (groupe)
Pour les articles homonymes, voir Crossfade.
Crossfade est un groupe américain de post-grunge et hard rock, originaire de Columbia, en Caroline du Sud.

## Historique
Le groupe est formé en 1999 à Columbia, en Caroline du Sud, par le chanteur et guitariste Ed Sloan, le bassiste Mitch James et le batteur Brian Geiger. Pendant un moment le groupe s'appelait Sugardaddy Superstar. Le groupe est renommé Crossfade en 2002, et recrute plus tard le chanteur et DJ Tony Byroads. Crossfade attire l'attention de la compagnie californienne A&R qui, finalement signera un contrat d'enregistrement avec la section Earshot de Columbia Records. 
Ils enregistrent et publient leur premier album studio, l'éponyme Crossfade, le 13 avril 2004, dans lequel figure le hit Cold, tout comme Colors et So Far Away. Leur dernier album, Falling Away, publié le 29 août 2006, toujours sous Columbia Records, comporte notamment les chansons Invincible, Drown You Out et Already Gone. Ils partent de Columbia Records aux alentours de septembre 2008. Ils signent ensuite avec la maison de disques, Seven Eleven.
En 2010, ils travaillent sur leur troisième album qui, après avoir été reporté trois fois, devrait être disponible le 21 juin 2011. Ils planifient de publier de temps à autre de nouveaux contenus et démos à travers leur page Myspace. Une démo provenant de leur nouvel album est publiée sur leur Myspace, We All Bleed, ainsi que leur single Killing me Inside et la chanson qui ferme l'album We All Bleed, Make Me a Believer. En 2011, Crossfade joue au Rockapalooza de Jackson, dans le Michigan.
Crossfade joue avec Papa Roach et Buckcherry à la tournée Rock Allegiance Tour avec Puddle of Mudd, P.O.D., Red, et Drive A.
En janvier 2012, le batteur Mark Castillo annonce sur Facebook son départ de Crossfade pour se joindre au groupe de metalcore Emmure.
Le groupe entre ensuite dans une longue période d'inactivité.

## Membres

### Membres actuels
- Ed Sloan – chant, guitare rythmique (depuis 1999), guitare solo (1999–2006)
- Mitch James – basse, chant (depuis 1999)
- Les Hall – guitare solo, claviers, sampling, chœurs (depuis 2006)

### Anciens membres
- Tony Byroads – chant, turntables, sampling (1999–2005)
- Brian Geiger – batterie  (1999–2006)
- James Branham – batterie  (2006–2008)
- Mark Castillo – batterie (2010–2012)

## Discographie

### Albums studio
- 2002 : Cold
- 2004 : Crossfade
- 2006 : Falling Away
- 2011 : We All Bleed

### Singles
| Année | Titre           | Classement | Classement     | Classement         | Classement | Album        |
| Année | Titre           | US Hot 100 | US Modern Rock | US Mainstream Rock | GBR        | Album        |
| 2004  | "Cold"          | N°81       | N°2            | N°3                | N°48       | Crossfade    |
| 2005  | "So Far Away"   | -          | N°14           | N°4                | -          | Crossfade    |
| 2005  | Colors          | -          | N°18           | N°6                | -          | Crossfade    |
| 2006  | Invincible      | -          | -              | N°18               | -          | Falling Away |
| 2006  | "Drown You Out" | -          | -              | N°21               | -          | Falling Away |